# Turza Mała (gromada w powiecie płockim)
Turza Mała – dawna gromada, czyli najmniejsza jednostka podziału terytorialnego Polskiej Rzeczypospolitej Ludowej w latach 1954–1972.
Gromady, z gromadzkimi radami narodowymi (GRN) jako organami władzy najniższego stopnia na wsi, funkcjonowały od reformy reorganizującej administrację wiejską przeprowadzonej jesienią 1954 do momentu ich zniesienia z dniem 1 stycznia 1973, tym samym wypierając organizację gminną w latach 1954–1972.
Gromadę Turza Mała z siedzibą GRN w Turzy Małej utworzono – jako jedną z 8759 gromad na obszarze Polski – w powiecie płockim w woj. warszawskim, na mocy uchwały nr VI/10/13/54 WRN w Warszawie z dnia 5 października 1954. W skład jednostki weszły obszary dotychczasowych gromad Bądkowo Jeziorne, Izabelin, Kłobukowo-Patrze, Turza Mała, Turza Wielka, Wincentowo i Grodnia (z wyłączeniem wsi Grodnia) oraz miejscowość Winnica-Cegielnia z dotychczasowej gromady Winnica ze zniesionej gminy Brudzeń w tymże powiecie. Dla gromady ustalono 11 członków gromadzkiej rady narodowej.
Gromadę zniesiono 1 stycznia 1959, a jej obszar włączono do gromady Brudzeń Duży w tymże powiecie.